# Ignamă

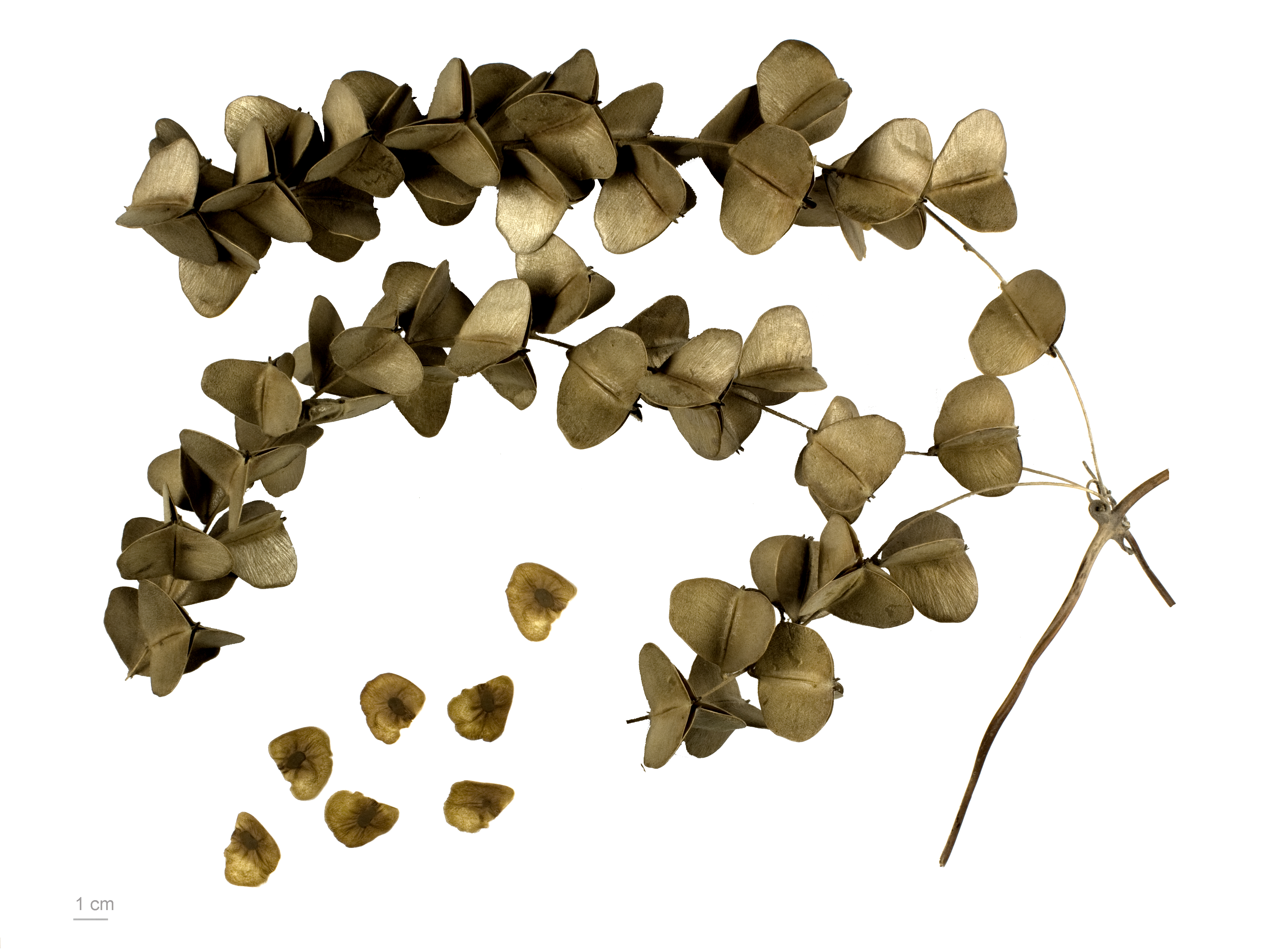
Dioscorea sp.

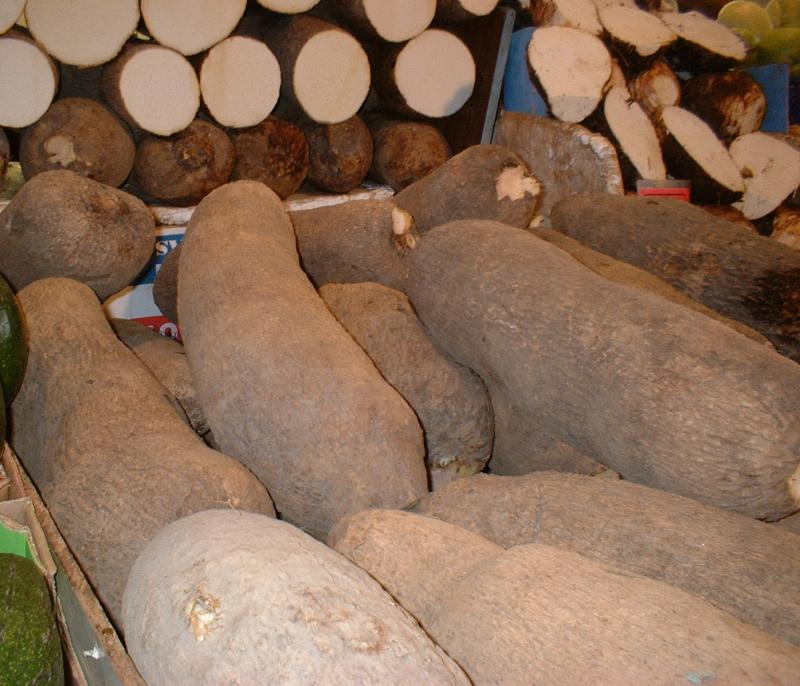
Igname ce sunt vândute într-o piață

Ignamele sunt legume din genul Dioscorea, familia Dioscoreaceae. Ele sunt cultivate pentru turberculul lor foarte gros, în regiuni precum Asia, Africa, America Centrală și Oceania.
Ignama este un produs cultivat de largă circulație în Africa de Vest și Noua Guinee. Ea a fost cultivată pentru prima dată în Africa și Asia în jurul anului 8000 î. Hr.

## Legături externe
- „Ignamă” la DEX online